# Религия в Николаеве
Современный Николаев представляет ряд направлений христианства и иудаизм.

## История
Строительство религиозных храмов в Николаеве началось с первых дней. К 1810 году каменных храмов было:
- 4 греческих
- 1 католический
- 1 старообрядческий
- 1 еврейский молитвенный дом.

К 1869 году в Николаеве богослужение велось в 18 церквях и молитвенных домах.
Активное строительство велось до 1915 года. Инициаторами и организаторами были губернаторы, архитекторы, купцы и многочисленные жители города. Советский период ознаменовался упадком религии. Под разные политические и экономические кампании снимались колокола, были изъяты дорогие церковные реликвии из золота, платины, серебра и драгоценных камней, редчайшие церковные книги. Часть церквей и часовен были снесены, другие переданы под школы, клубы, музеи. Несколько храмов разрушены во время войн, которые проходили через Николаев. После обретения Украиной независимости религия постепенно начала возрождаться.

## Христианство

### Православие
Православие — основная конфессия Николаева.

#### Украинская Православная церковь Московского Патриархата
Николаевская епархия

официальный сайт Николаевской епархии УПЦ
- Кафедральный собор Рождества Пресвятой Богородицы (1800)

При кафедральном соборе работает миссионерский, паломнический, издательский отделы, воскресная школа для детей и взрослых, библиотека с читальным залом. При соборе функционирует духовное училище и регентский класс.

Адрес: улица Лягина, 10.
- Соборная церковь святителя Николая Мирликийского (1790)

Адрес: Фалеевская улица, 4.
- Церковь Всех Святых (1807), кладбищенский храм

Адрес: Степная улица, 35.
- Церковь святителя Николая Мирликийского (2005)

Адрес: Набережная улица, 8.
- Церковь Михаила Тверского в Варваровке (1811)

Адрес: Рассветная улица, 1.
- Церковь Равноапостольной Нины в Соляных

Адрес: проспект Героев Украины.
- Церковь Петра и Павла в Матвеевке

Адрес: Верхняя улица, 6а.
- Церковь Успения Пресвятой Богородицы в Терновке

Адрес: Втората улица, 7.
- Церковь святителя Николая Мирликийского в Терновке

Адрес: Одесское шоссе, 61.
- Собор Симеона Богоприимца (востанавливаемый с 1999 года на территории храма Всех Святых в земле российской просиявших).

При храме работает воскресная школа, проводятся встречи православной молодёжи.

Адрес: улица Генерала Карпенко, 79.
- Церковь Великомученицы Екатерины у Сухого Фонтана

Адрес: Варваровский спуск, 3.
- Церковь Казанской иконы Божией Матери в Малой Коренихе
- Церковь Покрова Пресвятой Богородицы в Великой Коренихе (1852)
- Церковь Святого Духа в Богоявленском

Адрес: улица Рыльского, 66.
- Церковь Георгия Победоносца в Широкой Балке
- Церковь Серафима Саровского

Адрес: Знаменская улица, 4.
- Богоявленский приход в Балабановке

Адрес: Балабановка.
- Церковь Святого Духа на Водопое (1857)

При храме действует воскресная школа.

Адрес: Покровская улица, 109-а.
- Церковь Сергия Радонежского

Адрес: Театральная улица, 8/1.

#### Украинская православная церковь Киевского патриархата
Николаевская и Богоявленская епархия
- Церковь Иконы Касперовской Божьей Матери (1908) Икону ежедневно в летние месяцы привозили в город и заносили в дома больных жителей. Её удивительные силы исцеляли николаевцев.
- Церковь Святого Александра Невского при морском госпитале (1886)

#### Украинская автокефальная православная церковь
- Церковь Святого Пантелеймона (бывшая Леонида-Федосеевская) (1916, во дворе горбольницы № 1)
- Церковь Святих Апостолов Петра и Павла (Корабельный р-н)

### Католичество
- Римско-Католический костёл святого Иосифа (1896, часть строения с куполом сохранилась с 1794 года)

### Протестантизм

#### Церковь евангельских христиан «Любовь Христова»
Расписание служений:
Воскресное служение — 09:30; 12:30; 15:30.
Каждое первое воскресение месяца причастие — 10:00.
Адрес:
ул. Космонавтов, 81Г
Маршрутки: 13, 15, 30, 31, 32, 33, 34, 43, 45, 63, 64, 66, 72, 78, 79, 82, 89, 90. (остановка «Янтарный»)
Трамвай: 6. (остановка «Энгельса»)

#### Лютеранство
- Евангелическо-лютеранская церковь церковь Христа-Спасителя (середина XIX века, центр Николаева), на Адмиральской улице, 12. Юрисдикция НЕЛЦУ[1]
- Приход УЛЦ (Таврическая епархия)[2]
- Евангелическая-лютеранская церковь, на Богородичной улице (бывшая Пролетарская) 9. Богослужение: в воскресенье в 10:00

#### Евангельские Христиане-Баптисты
- Областное объединение церквей Евангельских Христиан-Баптистов
- Пять Домов Молитвы

#### Пресвитериане
- Евангельская Пресвитерианская церковь г. Николаева находится по адресу 1-я Слободская улица, д. 122/2 (цокольный этаж). Воскресное служение начинается в 11-00.

#### Христианская Церковь — Церковь Иисуса Христа (евангелисты)
- Дом молитвы — ул. Айвазовского, 5А. Богослужения по воскресеньям в 10.00.

Христианская Евангельская церковь «Фимиам». (евангелисты).
Дом культуры строителей (рог), Спасский спуск 13, район «Сухой фонтан» богослужение воскресенье 10-00.
Маршрутка 52 и 43, Трамвай № 1 или пешком от Ц. Рынка.

#### Адвентисты седьмого дня
- 5-я Ингульская улица, 19А
- Большая Морская улица, 39
- Новостройная улица, 5-А
- ул. Космонавтов, 61, актовый зал Проектного института
- Первомайский переулок, 104
- ул. 8-го Марта, 24
- м-рн Лески, Курортная улица, 7-а (на территории социального центра «Альфа-Ник»). Сб 10-00 и 18-00 (лето) и 16-00 (зима)

#### Независимая поместная церковь христиан Нового Завета в г. Николаеве
Расписание служений:
Центральное служение — воскресенье в 10:00.
Адрес:
пл. Судостроителей, 3 (ОДК)

#### Церковь «Жемчужина»
Центральный пр., 152 (вход с торца), богослужение: в воскресенье 11-00.

#### Церковь «Сион»
ул. Шевченко, 22 (угол Обсерваторной), 2-й этаж, богослужение: в воскресенье 16-00.

### Армянская Апостольская церковь
- Церковь Сурб Геворг (Св. Георгий Победоносец). Открыта в ноябре 2012 года. Строительство 2008—2012 года[3]
- Богослужения по воскресеньям в 11.00.

### Церковь Иисуса Христа Святых последних дней
- Николаевский приход Церкви Иисуса Христа Святых последних дней. Адрес - улица Аретилерийская, 24. [4]
- Богослужения по воскресеньям в 10.00.

## Иудаизм
В настоящее время в Николаеве существует синагога на улице Шнеерсона, 15.

## Мессианский иудаизм
Еврейская Мессианская община г. Николаева.
Шаббатнее служение проходит по адресу ул. Шевченко 71 (ДОСААФ), Большой зал.
Сайт